# Cantonul Gacé
Cantonul Gacé este un canton din arondismentul Argentan, departamentul Orne, regiunea Basse-Normandie, Franța.

## Comune
| Comune                    | Populație (1999) | Cod poștal | Cod INSEE |
| ------------------------- | ---------------- | ---------- | --------- |
| Chaumont                  | ...              | 61230      | 61103     |
| Cisai-Saint-Aubin         | ...              | 61230      | 61108     |
| Coulmer                   | ...              | 61230      | 61122     |
| Croisilles                | ...              | 61230      | 61138     |
| La Fresnaie-Fayel         | ...              | 61230      | 61178     |
| Gacé                      | ...              | 61230      | 61181     |
| Mardilly                  | ...              | 61230      | 61252     |
| Ménil-Hubert-en-Exmes     | ...              | 61230      | 61268     |
| Neuville-sur-Touques      | ...              | 61120      | 61307     |
| Orgères                   | ...              | 61230      | 61317     |
| Résenlieu                 | ...              | 61230      | 61347     |
| Saint-Evroult-de-Montfort | ...              | 61230      | 61385     |
| Le Sap-André              | ...              | 61230      | 61461     |
| La Trinité-des-Laitiers   | ...              | 61230      | 61493     |